# 밀리언 달러 챔피언십

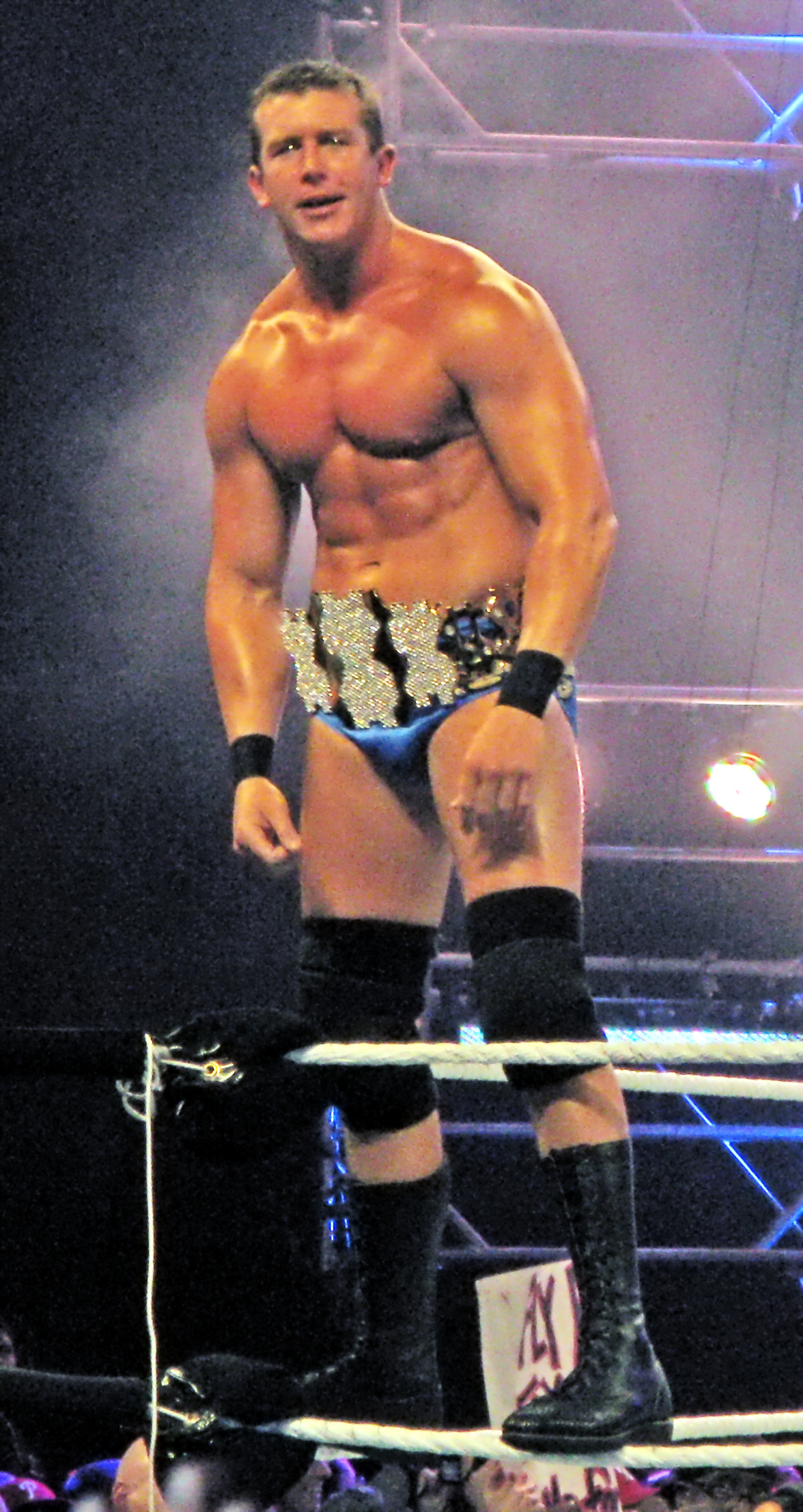

밀리언 달러 챔피언십(The Million Dollar Championship)은 밀리언 달러맨 테드 디비아시가 만든 챔피언십으로 WWE에 속한 챔피언십 이지만 WWE가 공식적인 타이틀로는 인정하지 않는다. '밀리언 달러'라는 특성과 함께 글자가 $자로 한 벨트의 모습으로 담겨져 있다. 최근 2021년 NXT에서 LA 나이트와 카메론 그라임스의 대립에 테드 디비아시가 나타나면서 사다리 경기에서 LA 나이트가 이기면서 2010년 폐지 이후 오랜만에 부활하였다.

## 기록들
- 초대 챔피언 : "밀리언 달러 " 테드 디비아시
- 마지막 챔피언 : 카메론 그라임스
- 최장수 챔피언 : "밀리언 달러 " 테드 디비아시 (922일)
- 최단 기간 챔피언 : 카메론 그라임스 (2일)
- 최다 챔피언 : "밀리언 달러 " 테드 디비아시 (2회)
- 최중량급 챔피언 : "밀리언 달러 " 테드 디비아시 (120kg)
- 최경량급 챔피언 : 버질 (98kg)
- 최고령 챔피언 : LA 나이트 (38세 225일)
- 최연소 챔피언 : 테드 디비아시 주니어 (27세 147일)

## 역대 챔피언
- "밀리언 달러 " 테드 디비아시 (초대 챔피언)
- 버질
- 링 마스터 (현 스티브 오스틴)
- 테드 디비아시 주니어
- LA 나이트
- 카메론 그라임스 (마지막 챔피언)

## 같이 보기
- 테드 디비아시
- 스티브 오스틴
- FTW 챔피언십